# Sedum isidorum
Sedum isidorum är en fetbladsväxtart som beskrevs av Pino. Sedum isidorum ingår i Fetknoppssläktet som ingår i familjen fetbladsväxter. Inga underarter finns listade i Catalogue of Life.